# Igreja de São Tadeu (Dedemaxém)
A Igreja de São Tadeu Apóstolo de Dedemaxém (em armênio: Դդմաշենի Սուրբ Թադևոս եկեղեցի; romaniz.: Ddmašeni Surb T’adevos yekełets’i) é uma igreja armênia do século VII localizada na aldeia de Dedemaxém na província de Guelarcunique, na Armênia. Nomeada em homenagem a Tadeu, o Apóstolo, é considerada por alguns como o quarto exemplo mais importante de seu estilo de arquitetura, depois da Catedral de Talim, o Mosteiro de Petelém e o Mosteiro de Aruche. Após danos estruturais causados por um terremoto, o tambor foi substituído em 1907 por um de dezesseis lados num estilo arquitetônico diferente do original. Além da alteração mencionada, não houve nenhuma outra mudança importante na igreja. Um grande cemitério está situado ao sul da igreja, consistindo principalmente de lápides não marcadas.

## Arquitetura
A igreja tem uma grande planta retangular cruciforme. Uma única cúpula cônica repousa sobre um tambor de dezesseis lados com oito janelas que deixam a luz entrar no interior da estrutura. Há também nichos nas fachadas entre cada uma das janelas que circundam o tambor. Há uma única janela pequena na abside, enquanto há dez janelas maiores que iluminam a nave, e uma janela em cada uma das salas de oração ou "estudos" adjacentes à abside. O exterior e o interior da igreja são relativamente vazios de qualquer decoração. A moldura acima das janelas também não é decorada. No interior da igreja há um altar de madeira pintada.